# Valeilles
Valeilles é uma comuna francesa na região administrativa de Occitânia, no departamento de Tarn-et-Garonne. Estende-se por uma área de 13,75 km². Em 2010 a comuna tinha 254 habitantes (densidade: 18,5 hab./km²).